# Marmosa meridae
Marmosa meridae ist eine Beutelrattenart, die in innerandinen Tälern des nördlichen Kolumbien und Venezuelas und im anschließenden Tiefland vorkommt. Die Art galt seit ihrer Erstbeschreibung durch den US-amerikanischen Zoologen George Henry Hamilton Tate als Unterart der Nordöstlichen Zwergbeutelratte (Marmosa demerarae) und bekam erst 2019 den Status einer eigenständigen Art.

## Beschreibung
Marmosa meridae ähnelt Marmosa demerarae, hat jedoch ein deutlich gröberes und borstigeres Fell. Das Rückenfell ist nussbraun bis sepiafarben, der Kopf hellgrau und der Schwanz bräunlich. Die Bauchseite hat einen schmutzigen grauen Farbton. Hals, Kinn und Wangen sind cremefarbene oder haben einen bräunlich-gelben Farbton (wie Sämischleder). Die Augenringe sind grauschwarz und nach vorne spitz zulaufend.
Bisher wurde nur das Typusexemplar genau vermessen. Es hat eine Kopf-Rumpf-Länge von 18 cm, einen 24 cm langen Schwanz und 3,1 cm lange Hinterfüße. Der Schädel ist 41,5 mm lang und 25,3 mm breit (Zygomatische Breite).

## Systematik
Marmosa meridae wurde 1931 durch den US-amerikanischen Zoologen George Henry Hamilton Tate als Unterart der Nordöstlichen Zwergbeutelratte (Marmosa demerarae) wissenschaftlich erstbeschrieben und nach Mérida, dem Fundort des Typusexemplars benannt. 2019 bekam sie als Folge einer Revision der Zwergbeutelratten (Marmosa) durch den US-amerikanischen Mammalogen Robert S. Voss und seine Mitarbeiter den Staus einer eigenständigen Art. Marmosa meridae ist die Schwestergruppe einer Klade bestehend aus den Arten Marmosa phaea, Marmosa constantiae und Marmosa demerarae.

## Belege
1. ↑  
Russel A. Mittermeier, Don E. Wilson: Handbook of the Mammals of the World. Band 5: Monotremes and Marsupials. Lynx Edition, Barcelona 2015, ISBN 978-84-96553-99-6, S. 137–141
2. 1 2  
Robert S. Voss, David W. Fleck und Sharon A. Jansa: Mammalian Diversity and Matses Ethnomammalogy in Amazonian Peru Part 3: Marsupials (Didelphimorphia) Bulletin of the American Museum of Natural History, 2019(432):1-90. doi:10.1206/0003-0090.432.1.1, Seite 27–32.
3. 1 2 3  
George Henry Hamilton Tate (1931): Brief diagnoses of 26 apparently new forms of Marmosa (Marsupialia) from South America. American Museum Novitates 493: 1–14. PDF